# 牛母件嶼
23°35′14″N 119°35′51″E / 23.587346704656287°N 119.59753072689374°E
牛母件嶼，為台灣澎湖縣馬公市的一個島嶼，面積約0.1131平方公里，是澎湖群島面積第七大的無人島，也是馬公市最大的無人島。這座島為潮汐島，乾潮時與安宅里連接；滿潮時由於海水的阻隔，則成了孤立的一個島嶼。昔日安宅里薛姓祖先曾經在該島開墾耕種，島上有數處的墓葬及一口水井，故留有人跡。該島亦是全國唯一的私人擁有島嶼。最高處約高12公尺。